# Macugnaga
Macugnaga är en ort och kommun i provinsen Verbano Cusio Ossola i regionen Piemonte i Italien. Kommunen hade 542 invånare (2018).